# Nickelback
A Nickelback egy 1995-ben alapított, Grammy-díjra jelölt kanadai rockzenekar Hannából. Alapító tagjai Chad Kroeger, Mike Kroeger, Ryan Peake és akkori dobosuk, Brandon Kroeger voltak. A Grammy-díjra 2008-ban jelölték a zenekart a legjobb hard rock előadásért, Burn It to the Ground című dalukért. Manapság a Nickelback kereskedelmileg az egyik legsikeresebb kanadai együttes, világszerte 50 millió lemezeladással.
Az együttes székhelye jelenleg a kanadai Vancouverben található, Brit Columbia területén.

## Történet

### Névválasztás
Az együttes a kanadai ötcentes érméről, a nickelről kapta a nevét, amit Mike Kroeger gyakran adott vissza a vendégeknek a Starbucks kávézóban, ahol dolgozott, a következő szavak kíséretében: „here's your nickel back”.

### A kezdetek (1995–2000)
Az együttes első lemeze a 7 dalt tartalmazó, saját kiadású Hesher EP volt 1996-ban. Először a Fly című dalukhoz, amely a Hesher és a Curb című lemezeken is megtalálható, készült videóklip. Eleinte csak a helyi rádió játszotta dalaikat. Első nagylemezük Curb címmel jelent meg (1996).
A következő album, a The State 1998-ban készült el független kiadásként. 2000-ben szerződtek a Roadrunner Records-szal és az EMI-vel, s újra kiadták a lemezt. Több mint 500˙000 példányban kelt el. Két szám a lemezről, a Breathe és a Leader of Man nagyon sikeres volt, Kanadában és az Egyesült Államokban aranylemez lett. 2008-ban platinalemez.

### Mainstream sikerek (2001–2007)
2001-ben megjelentették a következő albumot, Silver Side Up címmel, amivel az érdeklődés középpontjába kerültek. Hogy felvegyék az albumot, az együttes úgy döntött, hogy Pick Parashar producerrel fog dolgozni abban a stúdióban, ahol a The State című albumot is felvették, a Vancouver Green House-ában. Az album 5 hét alatt készült el teljesen és a 13 szám végső munkálataiban Randy Staub (Metallica, U2) segédkezett. Parashar és Staub kombinációja meghozta a sikert.
A How you remind me kislemez nagy siker volt, egyszerre ért el első helyet mind az amerikai, mind a kanadai listákon. Amerikában az úgynevezett "Mainstream and Modern Rock" (Fő és modern rockzenei) listán első helyen volt, ugyanúgy, ahogyan a pop listán is. A Billboard magazin top 100-as listáján (Billboard Hot 100) első helyen szerepelt, mint az év dala (2002). A következő siker a Too Bad kislemez, szintén első helyen szerepelt a már említett "Mainstream and Modern Rock" listán, s némi sikert a pop listán is elért. Az album utolsó száma, a Never Again szintén első helyen végzett a "Mainstream and Modern Rock" listán.
Több szám, ami felkerült a Silver Side Up című lemezre (2001), még a The State Amerikában való megjelenése előtt íródott. Chad Kroeger tudatosan döntött úgy, hogy sokkal közvetlenebb stílusban írja majd dalait, mint hogy metaforákba, hasonlatokba, és homályba burkolózzon, mint ahogy azt sokan mások teszik. A Too Bad Chad és Mike apjáról szól, aki sosem volt mellettük, miközben felnőttek. A Never Again-t a tönkrement otthonok ihlették.
A How You Remind Me 2002 legtöbbször játszott dala, a Silver Side Up pedig multiplatina-lemez lett. Ez volt a második eset a Guess Who's American Woman óta, hogy kanadai együttes vezette mind a kanadai, mind pedig az amerikai rock slágerlistát ugyanabban az időben. Kezdeti sikereik után Kroeger Vancouverben dolgozott. Elkészítette Josey Scott-tal a Spiderman filmzenéjét.
2002 nyarán a csapat ismét megjelentette a Curb lemezt.
A kifinomultabb album, a The Long Road 2003-ban érkezett. Az albumot megelőző kislemez, a Someday a 7. helyig jutott a top 100-as slágerlistán. Az album 5 millió példányban kelt el világszerte, négyszeres platinalemez lett Kanadában és hatalmas sikerű nemzetközi turnésorozatot hozott a Nickelbacknek.
A csapat eddig 7 Juno-díjat, 7 Grammy-jelölést, 2 American Music Award-jelölést és 4 Billboard Awards-t nyert.
2005 februárjában Ryan Vikedal elhagyta a csapatot, de később Vikedal elismerte egy interjúban, hogy valójában kitették az együttesből, mert nem volt, ahogy ő fogalmazott, "the type of drummer", azaz nem volt az a dobos fajta. Egy hónappal később a 3 Doors Down dobosa, Daniel Adair egészítette ki az együttest, hogy elkészítsék Koreger stúdiójában a következő albumukat. A ZZ Top Billy Gibbons-a vendégeskedett az új album, az All The Right Reasons elkészítésében, ami 2005 októberében jelent meg, és hatalmas sikernek bizonyult, hisz többszörös platinalemez lett több országban is. Több, mint 9,5 millió fogyott a lemezből a világon, ebből 6,7 millió az Amerikai Egyesült Államokban. Ez a 21. században a 16. album eddig, amely ekkora eladást ért el. A Side Of A Bullet című dallal Dimebag Darrell-nek, a Pantera/Damageplan gitárosának állítanak emléket (a Nickelback tagjai a Charlie angyalai című filmhez készült Saturday Night's Alright (For Fighting) feldolgozásának felvételekor dolgoztak együtt vele, így őket is lesújtotta a gitáros meggyilkolásának híre).

## Tagok
- Chad Kroeger, (1974. november 15.), dalszövegek, ének, gitár
  - Kedvenc együttesei: Nirvana, Motörhead, Cannibal Corpse, Guess Who, Queens of the Stone Age, és a Metallica. 2007-ben Santana-val közös dalt írt, melynek címe Into The Night.
- Michael "Mike" Kroeger (1972. június 25.), basszusgitár
  - Chad féltestvére. Jelenleg Vancouver-ben él. Felesége Angela Kroeger, egy fia (Dawson) és egy lánya (Avalon) van, akik gyakran elkísérik az együttest a turnékra. Kedvenc együttesei: Slayer, Pantera, Alice In Chains, Sevendust, Bob Marley animosity, és a Metallica
- Ryan Peake (1973. március 1.) gitár, háttérvokál
  - Kedvenc együttesei: Blue Rodeo, Alison Krauss, Bob Marley, Diana Krall, Faith No More, Matthew Good Band, Deftones, Sting.
- Daniel Adair (1975. február 19.), dobos, háttérvokál
  - 2005-ben csatlakozott a csapathoz, miután felkérték rá telefonon. Honlapja: https://web.archive.org/web/20060423121943/http://www.daniel-adair.com/

## Diszkográfia
- Hesher (EP, 1996)
- Curb (1996, 2002) Billboard 200 #188
- The State (2000) Billboard 200 #130
- Silver Side Up (2001) Billboard 200 #2
- The Long Road (2003) Billboard 200 #6
- All The Right Reasons (2005) Billboard 200 #1 – 7-szeres platinalemez
- Dark Horse (2008)
- Here and Now (2011)
- No Fixed Address (2014)
- Feed the Machine (2017)
- Get Rollin' (2022)

## Fordítás
Ez a szócikk részben vagy egészben  a   Nickelback című angol Wikipédia-szócikk fordításán alapul.  Az eredeti cikk szerkesztőit annak laptörténete sorolja fel. Ez a jelzés csupán a megfogalmazás eredetét és a szerzői jogokat jelzi, nem szolgál a cikkben szereplő információk forrásmegjelöléseként.